# Innocent Life: A Futuristic Harvest Moon
Innocent Life: A Futuristic Harvest Moon (também conhecido por Innocent Life: New Harvest Moon, Innocent Life: Shin Bokujou Monogatari (JPN) ou Harvest Moon: Innocent Life) é um jogo para PlayStation Portable e PlayStation 2, lançado em 27 de abril de 2006 no Japão, e faz parte da franquia Harvest Moon.

## História
A história do jogo se passa em Heartflame Island, em um futuro onde agricultores utilizam  tecnologia para cuidar do solo, perdendo contato mais direto com a natureza, o que acaba por causar a fúria dos espíritos da ilha. Para salvar a ilha dos desastres da Natureza que estão sendo anunciados pelos protetores naturais de Heartflame Island, Dr. Hope, um exímio cientista, elabora um plano criando um robô que possa aprender a cultivar a terra, entre outras habilidades, e ser capaz de encontrar uma solução para os problemas que virão.
Assim, o personagem principal, que o jogador controla, é o robô. Sua missão é ajudar a ilha a recuperar sua fertilidade, seu solo puro, liberar as portas seladas e criar uma fazenda, com plantas e animais. Além disso, você tem que desenvolver alguns sentimentos cultivando criatividade, inteligência, amor, culinária, desafio, etc., para entender os humanos e pensar como tal.
O jogo conta com vários recursos, o que difere um pouco das outras séries de Harvest Moon. No entanto, nesse jogo não é possível casar com nenhuma garota.